# Патрісія Каас
Патрі́сія Каа́с (фр. Patricia Kaas; 5 грудня 1966) — французька співачка та акторка.
Репертуар — суміш попмузики, джазу й класичного шансону. З часу виходу дебютного альбому «Мадмуазель співає…» (Mademoiselle chante…) 1988 року по всьому світі було продано понад 17 мільйонів записів її виступів. Популярність співачки великою мірою тримається на гастролях — вона досить часто перебуває в закордонних турне.

## Біографія
Народилася 5 грудня 1966 року в невеликому містечку Форбак (німецькою Форбах) на кордоні Франції і Німеччини.
Батько співачки, француз Жозеф, працював на шахті, мати Ірмгард — німкеня за походженням, виховувала дітей.
У 9 років стала виступати в групі Black Flowers (Чорні квіти), де виконувала популярні пісні в стилі диско. У тринадцять років виграла конкурс і уклала контракт на 7 років з клубом-кабаре Rumpelkammer у німецькому місті Саарбрюкен. З цієї миті почалася професійна кар'єра співачки.
Патрісія перервала навчання після дев'ятого класу, оскільки спів забирав дуже багато часу. Якийсь час вона також працювала фотомоделлю.
У клубі Rumpelkammer Каас помітив продюсер Бернар Шварц і представив її поетові-пісняреві Франсуа Бернгейму. 1985 року Патрісія знайшла продюсера — французького актора Жерара Депардьє. Саме Депардьє спонсорував перший сингл Каас Jalouse («Ревнива»), слова до якого написали Бернгейм і дружина Депардьє Елізабет.
На початку 1987 року Бернар Шварц і Патрісія Каас уклали контракт із звукозаписною компанією Polydor, а в квітні цього ж року в світ вийшов знаменитий сингл «Mademoiselle chante le blues» («Мадемуазель співає блюз»).
5 грудня 1987 року, у день свого народження, співачка виступила на сцені найпрестижнішого залу Франції — паризької Олімпії.
1988 року співачка переїхала до Парижа й почала роботу над записом альбому. У жовтні цього ж року Патрісія отримала свої перші нагороди: Victoires de la Musique в категорії «Найкращий жіночий дебют року», а також премії SACEM і Radio-France (RFI).
Листопад 1988 року ознаменувався виходом дебютного альбому Mademoiselle chante le blues, який виявився дуже успішним. У квітні 1989 року юна співачка дала кілька концертів у Європі і СРСР. 12 січня 1990 року почалося її перше турне, назване згодом Carnets de scene («Сценічний щоденник») тривалістю 16 місяців у 12 країнах світу. Незабаром альбом Mademoiselle chante le blues стає діамантовим — 3 мільйони альбомів, проданих у світі.
10 квітня 1990 року вийшов другий альбом співачки Scene de vie («Сцена життя»), 8 квітня 1993 року — третій альбом Je te dis vous («Я говорю тобі „ви“»).
Наприкінці вересня 1993 року розпочалося друге світове турне Каас, що налічувало 150 концертів в 19 країнах (Франція, Австралія, Німеччина, Японія, Росія, Англія, США, Австрія та інші).
До березня 1994 року альбом Je te dis vous отримує статус діамантового — близько 1 мільйона проданих копій у Франції і більше 2 мільйонів у всьому світі. Патрісія стала першою французькою співачкою, перші три альбоми якої було продано тиражем більше 1 мільйона.
1997 року вийшов четвертий студійний альбом Dans ma chair («У моїй плоті»), який співачка присвятила своїм батькам.
У січні 1998 року в Орлеані розпочалося третє світове турне співачки. 120 концертів у 23 країнах пройшли під назвою Rendez-vous («Побачення»).
18 травня 1999 року в 40 країнах вийшов п'ятий студійний альбом Le mot de passe («Ключове слово») (альбом майже повністю написаний Паскалем Обіспо), а в жовтні цього ж року почалося четверте світове турне.
У травні 2000 року Патрісію нагородили національним орденом «За заслуги».
29 жовтня 2001 року вийшла перша збірка Best Of, що підбивати підсумки 14-річної кар'єри співачки.
2002 року Каас дебютувала як актриса у фільмі Клода Лелуша «А зараз… Пані та панове» (And now… Ladies and Gentlemen) разом із британським актором Джеремі Айронсом.
16 квітня 2002 року дискографія Патрісії поповнилася новим альбомом Piano Bar by Patricia Kaas, який складається з кавер-версій на відомі французькі пісні минулого сторіччя. Уперше в своїй кар'єрі Каас записала альбом англійською мовою. З початку 2003 року Каас гастролювала з новим альбомом у Європі, Скандинавії, США, Канаді, Росії, Фінляндії і Японії.
1 грудня 2003 року вийшов у світ новий альбом Sexe fort (Сильна стать). Турне з однойменною назвою розпочалося в червні 2004 року і тривало до жовтня 2005 — усього 165 концертів в 25 країнах. Після завершення турне Каас оголосила про дворічну перерву.
У лютому 2008 року Патрісія записала російськомовний дует «Не позвонишь» разом з російською групою Uma2rmaH. У грудні 2008 року у Патрісії вийшов новий, восьмий, альбом Kabaret (Кабаре).
У березні 2008 року Патрісія стала обличчям косметичної компанії «л'Етуаль». Співачка рекламувала продукцію до кінця 2009 року.

## Євробачення 2009
27 січня 2009 повідомили, що Патрісія Каас представлятиме Францію на музичному конкурсі «Євробачення 2009», фінал якого відбувся 16 травня 2009 року в Москві. За словами Каас, керівництво французького каналу France 2 саме попросило співачку виступити на цьому конкурсі. Як стверджувала російська і французька преса, Патрісія виступила із синглом «Et s` il fallait le faire» з її нового диску «Kabaret». Крім того, Патрісія заявила, що виступ 16 травня для неї буде найскладнішим за всю її музичну кар'єру, тому що цього дня в Каас померла мати. До цього вона ніколи не давала концерти 16 травня. Набравши 107 балів під час голосування, Патрісія Каас посіла 8 місце на Євробаченні.

## Патрісія Каас в Україні
В травні 1995 року Патрісія Каас взяла участь в фестивалі «Україна. Весна. Славутич» (м. Славутич, Київська область)
Також восени 1997р. відбувся концерт в м. Дніпро (колишній Дніпропетровськ), приміщення спорт клубу "Метеор".

## Дискографія

### Альбоми
- 1988 : Mademoiselle chante…
- 1990 : Scène de vie
- 1991 : Carnets de scène 1
- 1993 : Je te dis vous
- 1995 : Tour de charme 1
- 1997 : Dans ma chair
- 1997 : Black Coffee (офіційно не доступний)
- 1998 : Rendez-vous 1
- 1999 : Le Mot de passe
- 1999 : Christmas in Vienna VI (з Пласідо Домінго і Алехандро Фернандесом, акомпонує Віденський філармонічний оркестр)
- 2000 : Long Box (набір містить альбоми Scène de vie, Je te dis vous, Dans ma chair та Le mot de passe з буклетом)
- 2000 : Ce sera nous 1
- 2001 : Les indispensables de Patricia Kaas 1
- 2001 : Rien ne s'arrête/Best Of 1987—2001 2
- 2002 : Piano Bar
- 2003 : Sexe fort
- 2005 : Toute la musique… 1
- 2007 : Ma Liberté contre la tienne 2
- 2008 : Kabaret
- 2012 : Kaas chante Piaf
- 2016 : Patricia Kaas

1 Концертні альбоми

2 Компіляції

### Концертні DVD
- 1998 : Rendez-vous
- 2000 : Ce sera nous
- 2004 : Carnets de scène
- 2004 : Tour de charme
- 2005 : Toute la musique…

### Інші записи
- 1997 : Les Misérables (саундтрек до однойменного фільму Клода Лелуша)